# Grande Prêmio do Barém de 2016
Grande Prêmio do Barém de 2016 (formalmente denominado 2016 Formula 1 Gulf Air Bahrain Grand Prix) foi a segunda etapa da temporada de 2016 da Fórmula 1. Foi disputado no dia 03 de abril de 2016 no Circuito Internacional do Barém.

## Relatório

### Antecedentes
Sistema de Classificação
O novo sistema de classificação utilizado no grande prêmio anterior não agradou. O formato elimina progressivamente os pilotos durante as sessões, em vez de isso ocorrer no final de cada uma. As eliminações do último colocado acontecem a cada 90 segundos após sete minutos de treino no Q1, seis no Q2 e cinco no Q3. O modelo novo foi criticado por Bernie Ecclestone que classificou como “uma porcaria”. Lewis Hamilton afirmou que “disse desde o começo que não era o caminho certo”. Sebastian Vettel disse “acreditar que a torcida prefere ver duelo entre os melhores no final”.
Em reunião no domingo, 20 de março, pouco antes da corrida, as escuderia concordaram de forma unânime em voltar ao modelo antigo. A decisão ainda precisa ser aprovada pelo Grupo Estratégico da F1 e pela Federação Internacional de Automobilismo. Já na semana da corrida no Barém, houve nova reunião, onde a ideia inicial das equipes era abolir o novo sistema, mas a decisão final foi por mantê-lo inalterado, já que não houve unanimidade na Comissão da F1. Red Bull e McLaren não quiseram um formato híbrido, com o Q1 e Q2 seguindo eliminatórios e o Q3 voltando a ser como nos últimos dez anos.
Substituição na McLaren

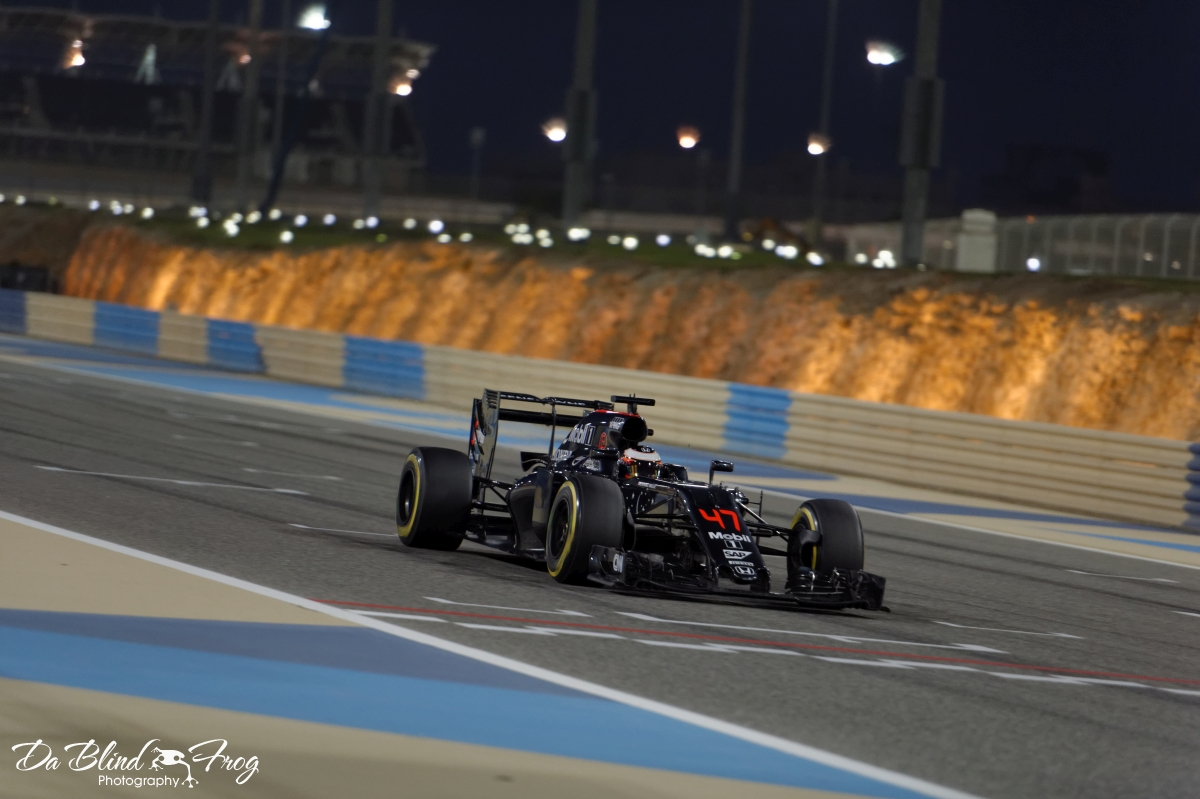
Stoffel Vandoorne foi substituto de Fernando Alonso no Grande Prêmio do Barém.

Fernando Alonso, que sofreu grave acidente na corrida anterior, foi vetado pelos médicos da Federação Internacional de Automobilismo, e não corre no Barém. Ele sofreu fraturas nas costelas, em decorrência do acidente sofrido na Austrália. O espanhol foi substituído Stoffel Vandoorne, campeão da GP2 Series na temporada do ano anterior.

### Treino Classificatório
Q1
Assim como em Melbourne, o Q1 foi emocionante e com pista cheia. Felipe Nasr foi a primeira vítima a ser eliminada, além de não contar com um bom carro, o brasileiro ainda errou em sua tentativa de volta rápida e deixou a sessão logo de cara. Na sequência, foram eliminados Rio Haryanto (Manor), Jolyon Palmer (Renault) e Kevin Magnussen (Renault). A surpresa negativa foi a queda precoce de Sergio Pérez, com a Force India, em 18º. Já o destaque positivo ficou por conta de Pascal Wehrlein (Manor). Aposta da Mercedes para o futuro, o jovem alemão da pequena Manor foi salvando o pescoço, sendo somente o último a ser cortado do Q1, ficando com o 16º lugar. Destaque também para os carros da Haas, com Romain Grosjean e Esteban Gutiérrez avançando com tranquilidade em 11º e 13º. Rosberg terminou com o melhor tempo da primeira parte do treino.
Q2
Já o Q2 foi marcado por poucos carros na pista. O primeiro eliminado do Q2 foi Daniil Kvyat. O próximo da fila foi Jenson Button, que caiu duas posições antes de seu companheiro de McLaren nesta prova, o estreante Stoffel Vandoorne (12º), substituto de Fernando Alonso, vetado pela equipe médica da FIA. Logo depois, foram cortados os jovens da STR, Carlos Sainz Jr. e Max Verstappen. A dupla da Haas também ficou pelo caminho: Gutiérrez em 13º, e Grosjean em 9º. Hamilton ditou o ritmo e fez o melhor tempo da segunda parte da sessão.
Q3
O Q3 também teve pouca movimentação na pista, mas foi um pouco mais emocionante que a disputa na Austrália, graças a uma segunda tentativa de Lewis Hamilton. Nos primeiros minutos do Q3, Nico Rosberg se tornou o primeiro do fim de semana a baixar da casa do 1m30s, anotando 1m29s897 e saindo na frente, acompanhado de Vettel, Raikkonen e Hamilton, que escapou na última curva em sua volta.
Em oitavo, Nico Hulkenberg foi o primeiro a ser eliminado no Q3. Na sequência, caíram Massa, Bottas e Ricciardo, que sequer fizeram outras tentativas e já se encontravam nos boxes. As Mercedes e Ferraris, porém, voltaram para a pista nos minutos finais. E Hamilton se recuperou do erro, cravou 1m29s493 e assumiu a ponta. Kimi Raikkonen e Sebastian Vettel não melhoraram suas marcas e foram eliminados. Restava saber se Rosberg ainda faria mais uma tentativa. O alemão, porém, tirou o pé, e a pole ficou mesmo com Hamilton, segunda pole position na temporada e a 51ª pole na carreira.

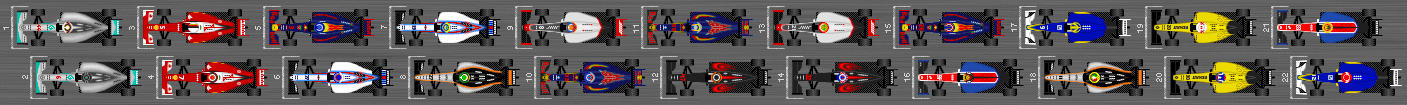
Resultado do treino classificatório

### Corrida
Para Vettel, a corrida acabou antes mesmo de começar. Logo na volta de apresentação, o motor de sua Ferrari estourou e ele teve que abandonar. Azar do alemão, que perdeu a chance de mais uma vez dar o bote no pole Hamilton. Em uma largada caótica, Rosberg arrancou melhor que o inglês e assumiu a ponta. A dupla da Williams também tracionou bem e deixou Ricciardo e Raikkonen para trás. Ao dividir a primeira curva com Hamilton, porém, Bottas acabou dando no meio do inglês, que rodou e ficou atravessado na pista, caindo para sétimo. Quem aproveitou a confusão foi Massa, que pulou para segundo. Ao fim da primeira volta a classificação era: Rosberg, Massa, Bottas, Raikkonen, Ricciardo, Grosjean e Hamilton.
Lá atrás, muito tumulto também. Quem se deu mal foram os pilotos da Force India, Nico Hulkenberg e Sergio Pérez se envolveram em incidentes nas voltas iniciais e tiveram que parar nos boxes.
Antes mesmo da 10ª volta, Ricciardo, Massa e Bottas abriram os trabalhos nos boxes. Diferentemente dos demais, que trocaram os supermacios pelos macios, o brasileiro colocou um jogo de pneus médios e retornou em nono. Enquanto isso, Palmer, Button e Gutiérrez abandonavam a prova com problemas mecânicos.
Na 13ª volta, Raikkonen fez seu pit stop e voltou bem atrás de Massa, que acabara de ser ultrapassado por Ricciardo. Rosberg e Hamilton foram aos boxes nas voltas seguintes, adotando táticas diferentes, macios contra médios. Com pneus mais novos, o Homem de Gelo abriu caminho rapidamente, passando Massa, Ricciardo e Kvyat (que não havia parado ainda) e subiu para segundo. A classificação após a primeira rodada de pit stops era: Rosberg, Raikkonen, Ricciardo, Hamilton e Massa.
Com pneus médios, contra supermacios de Grosjean, o brasileiro acabou sendo ultrapassado pelo francês da Haas. Na sequência, perdeu o sexto lugar para Verstappen (macios). Com 18 voltas, Kvyat, enfim, fez seu primeiro pit stop e caiu para 13º. Com isso, Felipe Nasr entrou pela primeira vez na zona de pontuação, em décimo. Mas saiu rapidamente, ao ser passado pelo parceiro de Sauber, Ericsson. Mostrando o potencial da Haas, Grosjean partiu para cima de Ricciardo e tomou a quarta posição do australiano da RBR. Na frente do francês havia apenas Rosberg, Raikkonen e Hamilton.
Na segunda rodada de pit stops, Rosberg, Raikkonen e Hamilton, os três primeiros colocados, optaram por pneus supermacios. Grosjean, em sexto, também. Em quarto, Ricciardo preferiu os macios. Já Massa, em décimo, colocou médios novamente. Depois de todos pararem nos boxes, a classificação era: Rosberg líder, a 9s de Raikkonen. Hamilton aparecia em terceiro, seguido de Ricciardo, Grosjean, Verstappen e Massa. Nasr era o 15º.
No terço final da corrida, Rosberg, Raikkonen e Hamilton fizeram seus terceiros e últimos pit stops, colocando, todos eles, pneus macios. O alemão voltou 5s à frente de Raikkonen, que, por sua vez, tinha 16s de diferença para Hamilton. Com uma estratégia de uma parada a menos, Massa aparecia em sexto, atrás também de Verstappen e Ricciardo. Os três de pneus médios.
Com pneus macios, Grosjean chegou em Massa e passou o brasileiro e subiu para sexto.  Ambos ganharam uma colocação com o terceiro pit stop de Verstappen, mas o holandês da STR, com pneus novos, conseguiu retomar a posição de Massa, que caiu para sétimo. Já na frente, nas voltas finais, Rosberg abria vantagem sobre Raikkonen, para uma vitória tranquila. Já o finlandês administrava a diferença sobre Hamilton para assegurar o segundo lugar. Já Massa, com pneus desgastados, não resistiu à pressão de Kvyat, e acabou perdendo o sétimo lugar para o russo na volta final.
O destaque positivo, novamente, ficou por conta de Romain Grosjean, da Haas. O francês deu show de ultrapassagens e chegou em quinto, mostrando que o sexto lugar na estreia da equipe na Fórmula 1 não havia sido por acaso. Menção honrosa a Stoffel Vandoorne que substituiu Fernando Alonso, vetado pelos médicos da FIA, o belga chegou em décimo e pontuou em sua primeira corrida na categoria.

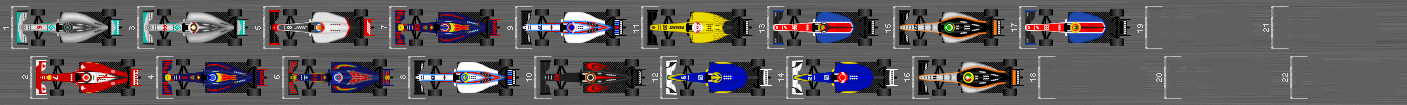
Resultado da corrida

## Pneus
| Nome do composto | Cor | Banda de rolamento | Condições de Tempo | Dry Type  | Aderência      | Longevidade   |
| ---------------- | --- | ------------------ | ------------------ | --------- | -------------- | ------------- |
| Super Macio      |     | Slick (P Zero)     | Seco               | Supersoft | Mais aderência | Menos durável |
| Macio            |     | Slick (P Zero)     | Seco               | Soft      | Médio          | Médio         |
| Medio            |     | Slick (P Zero)     | Seco               | Medium    | Médio          | Médio         |

## Resultados

### Treino Classificatório
| Pos.                     | Nº | Piloto            | Construtor           | Q1       | Q2       | Q3       | Grid |
| ------------------------ | -- | ----------------- | -------------------- | -------- | -------- | -------- | ---- |
| 1                        | 44 | Lewis Hamilton    | Mercedes             | 1:31.391 | 1:30.039 | 1:29.493 | 1    |
| 2                        | 6  | Nico Rosberg      | Mercedes             | 1:31.325 | 1:30.535 | 1:29.570 | 2    |
| 3                        | 5  | Sebastian Vettel  | Ferrari              | 1:31.636 | 1:30.409 | 1:30.012 | 3    |
| 4                        | 7  | Kimi Raikkonen    | Ferrari              | 1:31.685 | 1:30.559 | 1:30.244 | 4    |
| 5                        | 3  | Daniel Ricciardo  | Red Bull-TAG Heuer   | 1:31.403 | 1:31.122 | 1:30.854 | 5    |
| 6                        | 77 | Valtteri Bottas   | Williams-Mercedes    | 1:31.672 | 1:30.931 | 1:30.931 | 6    |
| 7                        | 19 | Felipe Massa      | Williams-Mercedes    | 1:32.045 | 1:31.374 | 1:31.155 | 7    |
| 8                        | 27 | Nico Hulkenberg   | Force India-Mercedes | 1:31.987 | 1:31.604 | 1:31.604 | 8    |
| 9                        | 8  | Romain Grosjean   | Haas-Ferrari         | 1:32.005 | 1:31.756 | —        | 9    |
| 10                       | 33 | Max Verstappen    | Toro Rosso-Ferrari   | 1:31.888 | 1:31.772 | —        | 10   |
| 11                       | 55 | Carlos Sainz Jr.  | Toro Rosso-Ferrari   | 1:31.716 | 1:31.816 | —        | 11   |
| 12                       | 14 | Stoffel Vandoorne | McLaren-Honda        | 1:32.472 | 1:31.934 | —        | 12   |
| 13                       | 21 | Esteban Gutierrez | Haas-Ferrari         | 1:32.118 | 1:31.945 | —        | 13   |
| 14                       | 22 | Jenson Button     | McLaren-Honda        | 1:31.976 | 1:31.998 | —        | 14   |
| 15                       | 26 | Daniil Kvyat      | Red Bull-TAG Heuer   | 1:32.559 | 1:32.241 | —        | 15   |
| 16                       | 94 | Pascal Wehrlein   | MRT-Mercedes         | 1:32.806 | —        | —        | 16   |
| 17                       | 9  | Marcus Ericsson   | Sauber-Ferrari       | 1:32.840 | —        | —        | 17   |
| 18                       | 11 | Sergio Pérez      | Force India-Mercedes | 1:32.911 | —        | —        | 18   |
| 19                       | 30 | Kevin Magnussen   | Renault              | 1:33.181 | —        | —        | PL 1 |
| 20                       | 20 | Jolyon Palmer     | Renault              | 1:33.438 | —        | —        | 19   |
| 21                       | 88 | Rio Haryanto      | MRT-Mercedes         | 1:34.190 | —        | —        | 20   |
| 22                       | 12 | Felipe Nasr       | Sauber-Ferrari       | 1:34.388 | —        | —        | 21   |
| Tempo dos 107%: 1:37.717 |    |                   |                      |          |          |          |      |
| Fonte:                   |    |                   |                      |          |          |          |      |

Notas
↑1  - Kevin Magnussen (Renault) foi punido por ignora o pedido de pesagem de seu carro no segundo treino livre desta sexta-feira e vai largar dos boxes na corrida.

### Corrida
| Pos.   | Nu. | Piloto            | Construtor           | Voltas | Tempo/Retirado      | Grid | Pontos |
| ------ | --- | ----------------- | -------------------- | ------ | ------------------- | ---- | ------ |
| 1      | 6   | Nico Rosberg      | Mercedes             | 57     | 1:33:34.696         | 2    | 25     |
| 2      | 7   | Kimi Raikkonen    | Ferrari              | 57     | +10.282             | 4    | 18     |
| 3      | 44  | Lewis Hamilton    | Mercedes             | 57     | +30.148             | 1    | 15     |
| 4      | 3   | Daniel Ricciardo  | Red Bull-TAG Heuer   | 57     | +1:02.494           | 5    | 12     |
| 5      | 8   | Romain Grosjean   | Haas-Ferrari         | 57     | +1:18.299           | 9    | 10     |
| 6      | 33  | Max Verstappen    | Toro Rosso-Ferrari   | 57     | +1:20.929           | 10   | 8      |
| 7      | 26  | Daniil Kvyat      | Red Bull-TAG Heuer   | 56     | +1 volta            | 15   | 6      |
| 8      | 19  | Felipe Massa      | Williams-Mercedes    | 56     | +1 volta            | 7    | 4      |
| 9      | 77  | Valtteri Bottas   | Williams-Mercedes    | 56     | +1 volta            | 6    | 2      |
| 10     | 14  | Stoffel Vandoorne | McLaren-Honda        | 56     | +1 volta            | 12   | 1      |
| 11     | 30  | Kevin Magnussen   | Renault              | 56     | +1 volta            | PL   |        |
| 12     | 9   | Marcus Ericsson   | Sauber-Ferrari       | 56     | +1 volta            | 17   |        |
| 13     | 94  | Pascal Wehrlein   | MRT-Mercedes         | 56     | +1 volta            | 16   |        |
| 14     | 12  | Felipe Nasr       | Sauber-Ferrari       | 56     | +1 volta            | 21   |        |
| 15     | 27  | Nico Hulkenberg   | Force India-Mercedes | 56     | +1 volta            | 8    |        |
| 16     | 11  | Sergio Pérez      | Force India-Mercedes | 56     | +1 volta            | 18   |        |
| 17     | 88  | Rio Haryanto      | MRT-Mercedes         | 56     | +1 volta            | 20   |        |
| Ret    | 55  | Carlos Sainz Jr.  | Toro Rosso-Ferrari   | 29     | Danos da Colisão    | 11   |        |
| Ret    | 21  | Esteban Gutierrez | Haas-Ferrari         | 9      | Freio               | 13   |        |
| Ret    | 22  | Jenson Button     | McLaren-Honda        | 6      | Unidade de Potência | 14   |        |
| NL     | 5   | Sebastian Vettel  | Ferrari              | 0      | Motor               | 3    |        |
| NL     | 20  | Jolyon Palmer     | Renault              | 0      | Hidráulica          | 19   |        |
| Fonte: |     |                   |                      |        |                     |      |        |

## Tabela do campeonato após a corrida
Somente as cinco primeiras posições estão incluídas nas tabelas.
| Pos | Piloto           | Pontos | Var |
| --- | ---------------- | ------ | --- |
| 1   | Nico Rosberg     | 50     | 0   |
| 2   | Lewis Hamilton   | 33     | 0   |
| 3   | Daniel Ricciardo | 24     | 1   |
| 4   | Kimi Raikkonen   | 18     | 14  |
| 5   | Romain Grosjean  | 18     | 1   |

| Pos | Construtor         | Pontos | Var |
| --- | ------------------ | ------ | --- |
| 1   | Mercedes           | 83     | 0   |
| 2   | Ferrari            | 33     | 0   |
| 3   | Red Bull-TAG Heuer | 30     | 1   |
| 4   | Williams-Mercedes  | 20     | 1   |
| 5   | Haas-Ferrari       | 18     | 0   |